# NGC 6060
NGC 6060 је спирална галаксија у сазвежђу Херкул која се налази на NGC листи објеката дубоког неба.
Деклинација објекта је + 21° 29' 4" а ректасцензија 16h 5m 52,2s. Привидна величина (магнитуда) објекта NGC 6060 износи 13,4 а фотографска магнитуда 14,1. Налази се на удаљености од 57,358 милиона парсека од Сунца. NGC 6060 је још познат и под ознакама UGC 10196, MCG 4-38-25, CGCG 137-36, IRAS 16036+2137, PGC 57110.